# De rouille et d'os
De rouille et d'os is een Frans-Belgische dramafilm uit 2012 onder regie van Jacques Audiard. 

## Verhaal
Ali is een werkloze twintiger die zijn zoontje Sam alleen opvoedt. Ze trekken in bij de zus van Ali aan de Franse Rivièra. Omdat hij verschillende gevechtstechnieken beheerst, krijgt hij een baan bij een beveiligingsfirma. Als portier van een discotheek ontmoet hij Stéphanie, een orkaverzorgster in het dolfinarium Marineland. Zij verliest haar onderbenen bij een ongeluk. Ali komt in contact met een zekere Martial, die bewakingscamera's installeert. Martial stelt aan hem voor om deel te nemen aan illegale straatgevechten.

## Rolverdeling
| Acteur               | Personage                     |
| -------------------- | ----------------------------- |
| Marion Cotillard     | Stéphanie                     |
| Matthias Schoenaerts | Alain van Versch              |
| Armand Verdure       | Sam                           |
| Céline Sallette      | Louise                        |
| Corinne Masiero      | Anna                          |
| Bouli Lanners        | Martial                       |
| Jean-Michel Correia  | Richard                       |
| Mourad Frarema       | Foued                         |
| Yannick Choirat      | Simon                         |
| Fred Menut           | Baas van de beveiligingsfirma |
| Duncan Versteegh     | Orkaverzorger                 |
| Katia Chaperon       | Orkaverzorgster               |
| Catherine Fa         | Orkaverzorgster               |
| Andès Lopez Jabois   | Orkaverzorger                 |
| Océane Cartia        | Oppas                         |

## Productie
De film is gebaseerd op het verhaal Rust and Bone van de Canadese schrijver Craig Davidson. Hij zou oorspronkelijk Un goût de rouille et d'os heten, de titel waaronder het verhaal in het Frans is vertaald.
De titel slaat op de smaak die men in de mond ervaart wanneer men een klap in het gezicht heeft gekregen.
Het is de zesde langspeelfilm van Jacques Audiard. Na diens vorige successen werd er hard naar uitgekeken.
De Belgische participatie in het project uit zich niet enkel in de hoofdrol voor Schoenaerts, maar ook in de bijrol voor Bouli Lanners en de financiële inbreng door Les Films du Fleuve, de productiemaatschappij van Jean-Pierre en Luc Dardenne.
Op 17 mei 2012 ging de film wereldwijd in première op het Filmfestival van Cannes. De dag nadien kwam hij in België in de bioscoop.

## Ontvangst
De film kreeg in het algemeen positieve reacties. Vooral de rol van Cotillard werd geprezen als haar beste rol tot dusver en ook de opmerkelijke verschijning van Schoenaerts is niet onopgemerkt voorbijgegaan. Op IMDB heeft de film een zeer degelijke 7,5/10 en op RottenTomatoes haalt de film een 84% bij de critici.